# Toshihiko Okimune
Toshihiko Okimune (沖宗 敏彦, Okimune Toshihiko) est un footballeur japonais né le 7 septembre 1959 dans la préfecture de Hiroshima au Japon.